# باريس ليز
باريس ليز (مواليد 28 يوليو 1986) مؤلفة وصحفية ومقدمة برامج وناشطة إنجليزية. تصدرت القائمة الوردية لصحيفة إندبندنت يوم الأحد لعام 2013، وجاءت في المرتبة الثانية في قائمة قوس قزح لعام 2014، وحصلت على جائزة النموذج الإيجابي للمثليين في حفل توزيع جوائز التنوع الوطني لعام 2012. ليز هي أول كاتبة عمود متحولة جنسيًا في مجلة فوغ وأول امرأة متحولة تقدم عروضًا على راديو بي بي سي 1 والقناة الرابعة. صدر كتابها الأول بعنوان "ما هو الشعور بالنسبة للفتاة" عن دار بنغون للنشر في عام 2021.
شاركت ليز في 25 أكتوبر 2013، كمتحدثة في حدث 100 امرأة على قناة بي بي سي. أصبحت ليز أول عضوة متحولة جنسيًا بشكل علني تظهر في برنامج وقت الأسئلة على قناة بي بي سي في 31 أكتوبر، نالت إشادة المعلقين الذين كان من بينهم نائب رئيس الوزراء السابق جون بريسكوت ونائبة زعيم حزب العمال هارييت هارمان.